# Piper erectipilum
Piper erectipilum är en pepparväxtart som beskrevs av Truman George Yuncker. Piper erectipilum ingår i släktet Piper och familjen pepparväxter. Inga underarter finns listade i Catalogue of Life.